# Городиський, Андрей Григорьевич
Андрей Григорьевич Городиський (род. 8 августа 1967) — советский и российский хоккеист на траве, защитник. Обладатель рекорда матчевой результативности в чемпионате России (16 мячей).

## Биография
Андрей Городиський родился 8 августа 1967 года.
Играл в хоккей на траве на позиции последнего и левого защитника за нижнетагильский ДСК, ленинградскую «Волну», екатеринбургский СКА / «Динамо» / «Звезду», московские «Фили» и «Строитель». Неоднократно становился чемпионом и обладателем Кубка России. В составе СКА завоевал серебряную медаль Кубка обладателей кубков.
Обладая одним из сильнейших в мире ударов, специализировался на исполнении штрафных угловых.оккеисты
23 июня 1993 года, играя в нападении за СКА в матче против дзержинского «Урана», забил все 16 мячей в поединке (16:0), установив рекорд матчевой результативности в чемпионате России.
В 2003 году окончил Уральский государственный технический университет по специальности «педагог по физической культуре и спорту».
Возглавляет Свердловский областной совет ветеранов хоккея с мячом и хоккея на траве.
Мастер спорта России международного класса.